# Cassins gors
Cassins gors (Peucaea cassinii) is een vogelsoort uit de familie Passerellidae (Amerikaanse gorzen). De soort is vernoemd naar de Amerikaanse ornitholoog John Cassin (1813-1869).

## Verspreiding en leefgebied
De soort komt voor van het westen van de Amerikaanse deelstaat Nebraska tot Centraal-Mexico.